# IFA Premiership (2011/2012)
IFA Premiership 2011/2012 (ze względów sponsorskich zwana jako Carling Premiership) – 111. edycja najwyższej klasy rozgrywkowej piłki nożnej w Irlandii Północnej.
Brało w nim udział 12 drużyn, które w okresie od 6 sierpnia 2011 do 28 kwietnia 2012 rozegrały 38 kolejek meczów.
Sezon zakończył baraż o miejsce w przyszłym sezonie w IFA Premiership.
Tytuł mistrzowski obroniła drużyna Linfield zdobywając trzeci tytuł z rzędu, a pięćdziesiąty pierwszy w swojej historii.
Linfield zdobył także puchar krajowy, dlatego miejsce w rundzie kwalifikacyjnej Ligi Europy UEFA przypadło finaliście pucharu, Crusaders.

## Format rozgrywek
W lidze udział bierze 12 drużyn, walczących o tytuł mistrza Irlandii Północnej w piłce nożnej.
Rozgrywki składają się z dwóch faz. Każda z drużyn rozgrywa w pierwszej fazie po 3 mecze ze wszystkimi przeciwnikami (razem 33 spotkań).
Następnie zespoły podzielone na 2 grupy po 6 uczestników zgodnie z kolejnością w tabeli po 33. kolejce rozgrywają ze sobą po 1 spotkaniu.
Mistrz kraju otrzymuje prawo gry w I rundzie kwalifikacyjnej Ligi Mistrzów UEFA.
Wicemistrz i 3. drużyna zapewniają sobie miejsce w I rundzie kwalifikacyjnej Ligi Europy UEFA,
Czwarte miejsce w pucharach przypada zdobywcy Pucharu Irlandii Północnej.
W przypadku, gdy mistrz kraju zdobywa także puchar, miejsce przejmuje finalista pucharu, a jeśli i on ma zapewniony udział czwarta drużyna ligi.
Ostatnia, 12. drużyna tabeli, spada bezpośrednio do IFA Championship 1. Przedostatnia rozgrywa baraż z wicemistrzem IFA Championship 1.

## Drużyny
| Uczestnicy poprzedniej edycji | Uczestnicy poprzedniej edycji | Uczestnicy poprzedniej edycji | Uczestnicy poprzedniej edycji |
| --- | ----------------------------- | ----------------------------- | ----------------------------- |
| LIN | Linfield F.C.                 | Belfast                       | 1                             |
| CRS | Crusaders F.C.                | Belfast                       | 2                             |
| GLB | Glentoran F.C.                | Belfast                       | 3                             |
| CLI | Cliftonville F.C.             | Belfast                       | 4                             |
| PDN | Portadown F.C.                | Portadown                     | 5                             |
| LDI | Lisburn Distillery F.C.       | Lisburn                       | 6                             |
| COL | Coleraine F.C.                | Coleraine                     | 7                             |
| DSW | Dungannon Swifts F.C.         | Dungannon                     | 8                             |
| BAL | Ballymena United F.C.         | Ballymena                     | 9                             |
| GLL | Glenavon F.C.                 | Lurgan                        | 10                            |
| DOC | Donegal Celtic F.C.           | Belfast                       | 11                            |
| Awans z IFA Championship 1 |                               |                               |                               |
| CKR | Carrick Rangers F.C.          | Carrickfergus                 | 1                             |
| Oznaczenia: - kolumna pierwsza – skróty nazw drużyn, - kolumna trzecia – siedziba klubu, - kolumna czwarta – miejsce zajęte w poprzednim sezonie. |                               |                               |                               |

## Faza zasadnicza

### Tabela
| Lp. | Drużyna            | M  | Z  | R  | P  | B+ | B- | +/– | Pkt | Kwalifikacja      |
| --- | ------------------ | -- | -- | -- | -- | -- | -- | --- | --- | ----------------- |
| 1   | Linfield           | 33 | 25 | 2  | 6  | 74 | 24 | +50 | 77  | grupa mistrzowska |
| 2   | Portadown          | 33 | 20 | 5  | 8  | 66 | 38 | +28 | 65  | grupa mistrzowska |
| 3   | Coleraine          | 33 | 20 | 5  | 8  | 76 | 55 | +21 | 65  | grupa mistrzowska |
| 4   | Cliftonville       | 33 | 16 | 10 | 7  | 54 | 34 | +20 | 58  | grupa mistrzowska |
| 5   | Crusaders          | 33 | 16 | 8  | 9  | 55 | 43 | +12 | 56  | grupa mistrzowska |
| 6   | Glentoran          | 33 | 14 | 8  | 11 | 63 | 44 | +19 | 50  | grupa mistrzowska |
| 7   | Donegal Celtic     | 33 | 12 | 5  | 16 | 40 | 63 | −23 | 41  | grupa spadkowa    |
| 8   | Ballymena United   | 33 | 10 | 7  | 16 | 51 | 65 | −14 | 37  | grupa spadkowa    |
| 9   | Lisburn Distillery | 33 | 7  | 7  | 19 | 45 | 73 | −28 | 28  | grupa spadkowa    |
| 10  | Glenavon           | 33 | 7  | 6  | 20 | 45 | 60 | −15 | 27  | grupa spadkowa    |
| 11  | Dungannon Swifts   | 33 | 6  | 9  | 18 | 33 | 62 | −29 | 27  | grupa spadkowa    |
| 12  | Carrick Rangers    | 33 | 5  | 8  | 20 | 39 | 80 | −41 | 23  | grupa spadkowa    |

### Wyniki
| Gospodarz \ Gość   | BYM | CRK | COL | CLI | CRU | DGC | DUN | GLA | GLT | LIN | LIS | POR | BYM | CRK | COL | CLI | CRU | DGC | DUN | GLA | GLT | LIN | LIS | POR |
| ------------------ | --- | --- | --- | --- | --- | --- | --- | --- | --- | --- | --- | --- | --- | --- | --- | --- | --- | --- | --- | --- | --- | --- | --- | --- |
| Ballymena United   |     | 0–2 | 1–5 | 3–7 | 0–3 | 2–0 | 1–1 | 3–3 | 0–3 | 1–2 | 1–0 | 2–4 |     |     |     | 0–1 |     | 2–2 | 1–1 |     |     | 1–2 | 2–2 | 1–2 |
| Carrick Rangers    | 0–2 |     | 0–2 | 3–3 | 1–2 | 1–2 | 1–1 | 2–2 | 3–3 | 0–4 | 0–0 | 2–2 | 1–3 |     | 0–4 |     |     | 2–3 | 0–0 |     | 2–2 |     |     | 3–1 |
| Coleraine          | 1–0 | 4–0 |     | 1–1 | 0–0 | 2–0 | 3–2 | 1–1 | 1–1 | 1–3 | 2–3 | 4–3 | 2–0 |     |     |     | 1–0 | 0–1 |     | 3–1 |     | 1–0 |     |     |
| Cliftonville       | 3–4 | 1–0 | 1–2 |     | 2–1 | 2–3 | 4–1 | 5–3 | 2–1 | 4–2 | 3–1 | 0–2 |     | 2–1 | 1–1 |     |     |     | 2–1 | 4–3 |     | 1–3 |     |     |
| Crusaders          | 3–2 | 5–1 | 1–1 | 2–2 |     | 1–2 | 2–0 | 2–0 | 1–2 | 0–1 | 1–1 | 0–3 | 2–2 | 3–1 |     | 3–2 |     |     |     | 1–0 | 2–0 |     | 2–2 |     |
| Donegal Celtic     | 2–3 | 1–2 | 0–1 | 1–3 | 0–2 |     | 0–2 | 2–1 | 0–4 | 1–5 | 2–2 | 1–0 |     |     |     | 0–2 | 1–1 |     | 3–1 | 1–1 | 0–1 |     | 2–1 |     |
| Dungannon Swifts   | 1–1 | 3–1 | 0–0 | 1–4 | 0–2 | 2–2 |     | 1–1 | 0–5 | 1–4 | 0–2 | 0–3 |     |     | 1–2 |     | 1–2 |     |     | 1–5 | 2–1 |     |     | 2–0 |
| Glenavon           | 3–0 | 1–2 | 1–0 | 1–2 | 3–2 | 0–1 | 1–1 |     | 1–3 | 1–2 | 5–2 | 0–2 | 0–2 | 3–2 |     |     |     |     |     |     | 1–0 |     | 2–3 | 0–2 |
| Glentoran          | 2–4 | 6–1 | 1–1 | 0–1 | 2–2 | 1–2 | 2–1 | 2–0 |     | 2–0 | 3–3 | 0–2 | 1–2 |     | 3–3 | 1–0 |     |     |     |     |     | 1–0 | 1–3 | 2–2 |
| Linfield           | 1–0 | 3–0 | 1–0 | 4–1 | 2–0 | 5–0 | 1–0 | 1–0 | 0–1 |     | 1–1 | 2–0 |     | 4–1 |     |     | 5–0 | 4–0 | 3–0 | 2–0 |     |     |     |     |
| Lisburn Distillery | 1–4 | 2–3 | 1–3 | 1–2 | 1–2 | 0–2 | 1–2 | 2–1 | 0–5 | 2–3 |     | 0–2 |     | 3–1 | 3–1 | 1–3 |     |     | 0–2 |     |     | 0–3 |     | 0–2 |
| Portadown          | 2–1 | 3–0 | 1–1 | 1–2 | 1–3 | 5–2 | 2–1 | 1–0 | 2–1 | 2–0 | 5–1 |     |     |     | 2–0 | 3–3 | 1–2 | 2–1 |     |     |     | 1–1 |     |     |

## Faza finałowa
| Section A |                           |    |    |    |    |    |    |     |    |                                             |  |     |     |     |     |     |     |     |     |  |     |     |     |
| 1         | Linfield (M, P)           | 38 | 27 | 4  | 7  | 79 | 29 | +50 | 85 | Liga Mistrzów UEFA • I runda kwalifikacyjna |  |     | 2–1 | 2–1 | 0–0 |     | 0–2 |     |     |  |     |     |     |
| 2         | Portadown                 | 38 | 22 | 5  | 11 | 72 | 47 | +25 | 71 | Liga Europy UEFA • I runda kwalifikacyjna   |  |     |     |     |     |     | 0–1 |     |     |  |     |     |     |
| 3         | Cliftonville              | 38 | 21 | 6  | 11 | 83 | 62 | +21 | 69 | Liga Europy UEFA • I runda kwalifikacyjna   |  |     | 2–3 |     |     | 1–1 | 3–0 |     |     |  |     |     |     |
| 4         | Coleraine                 | 38 | 18 | 12 | 8  | 61 | 38 | +23 | 66 |                                             |  |     | 4–1 | 1–0 |     |     | 1–1 |     |     |  |     |     |     |
| 5         | Crusaders                 | 38 | 18 | 10 | 10 | 63 | 47 | +16 | 64 | Liga Europy UEFA • I runda kwalifikacyjna   |  | 1–1 | 0–1 |     | 2–1 |     |     |     |     |  |     |     |     |
| 6         | Glentoran                 | 38 | 16 | 9  | 13 | 67 | 52 | +15 | 57 |                                             |  |     |     |     |     | 0–4 |     |     |     |  |     |     |     |
| Section B |                           |    |    |    |    |    |    |     |    |                                             |  |     |     |     |     |     |     |     |     |  |     |     |     |
| 7         | Ballymena United          | 38 | 14 | 8  | 16 | 66 | 71 | −5  | 50 |                                             |  |     |     |     |     |     |     |     |     |  | 2–2 |     | 3–0 |
| 8         | Donegal Celtic            | 38 | 12 | 5  | 21 | 44 | 80 | −36 | 41 |                                             |  |     |     |     |     |     | 0–3 |     |     |  |     | 3–5 |     |
| 9         | Dungannon Swifts          | 38 | 8  | 11 | 19 | 42 | 71 | −29 | 35 |                                             |  |     |     |     |     |     | 2–4 | 2–1 |     |  | 3–2 | 0–0 |     |
| 10        | Glenavon                  | 38 | 8  | 10 | 20 | 60 | 71 | −11 | 34 |                                             |  |     |     |     |     |     |     | 4–0 | 2–2 |  |     |     |     |
| 11        | Lisburn Distillery (B, O) | 38 | 8  | 8  | 22 | 56 | 84 | −28 | 32 | Baraż o IFA Premiership                     |  |     |     |     |     |     |     | 2–3 | 3–0 |  | 3–3 |     |     |
| 12        | Carrick Rangers (S)       | 38 | 7  | 10 | 21 | 50 | 91 | −41 | 31 | Spadek do IFA Championship 1                |  |     |     |     |     |     |     |     |     |  | 4–4 | 2–1 |     |

1. ↑  Crusaders jako finalista Pucharu Irlandii Północnej zapewnił sobie start w Lidze Europy UEFA.

## Baraż o IFA Premiership
Lisburn Distillery wygrał 3-2 w dwumeczu z Newry City baraż o miejsce w IFA Premiership na sezon 2012/2013.
| 1 maja 2012 | Lisburn Distillery | 0:0   | Newry City |                                                                 |
| 20:45       |                    | (0:0) |            | New Grosvenor Stadium, Ballyskeagh Sędzia: Raymond Hetherington |

| 4 maja 2012 | Newry City                               | 2:3   | Lisburn Distillery                                           |                                            |
| 20:45       | Dominic Tierney 33' · Stephen Hughes 37' | (2:2) | 18' David Cushley · 45+2' Gary Thompson · 79' Scott Davidson | The Showgrounds, Newry Sędzia: Colin Burns |

## Najlepsi strzelcy
| Bramki | Strzelcy        | Drużyna            |
| ------ | --------------- | ------------------ |
| 27     | Gary McCutcheon | Ballymena United   |
| 24     | Matthew Tipton  | Portadown          |
| 22     | Gary Liggett    | Lisburn Distillery |
| 20     | Curtis Allen    | Coleraine          |
| 17     | Kevin Braniff   | Portadown          |
| 17     | Chris Scannell  | Cliftonville       |
| 13     | Rory Donnelly   | Cliftonville       |
| 12     | Brian McCaul    | Glenavon           |
| 12     | Darren Murray   | Donegal Celtic     |
| 12     | David Rainey    | Crusaders          |
| 11     | Mark McAllister | Linfield           |

Źródło: 

## Stadiony
| Ballymena United |
| ---------------- |
| The Showgrounds  |
|                  |

| Cliftonville |
| ------------ |
| Solitude     |
|              |

| Coleraine       |
| --------------- |
| The Showgrounds |
|                 |

| Crusaders Carrick Rangers |
| ------------------------- |
| Seaview                   |
|                           |

| Donegal Celtic      |
| ------------------- |
| Donegal Celtic Park |
|                     |

| Dungannon Swifts |
| ---------------- |
| Stangmore Park   |
|                  |

| Glenavon        |
| --------------- |
| Mourneview Park |
|                 |

| Glentoran |
| --------- |
| The Oval  |
|           |

| Linfield     |
| ------------ |
| Windsor Park |
|              |

| Lisburn Distillery    |
| --------------------- |
| New Grosvenor Stadium |
|                       |

| Portadown     |
| ------------- |
| Shamrock Park |
|               |

Źródło: .